# 马蹄果
马蹄果（学名：Protium serratum）为橄榄科马蹄果属的植物。分布在缅甸、泰国、越南、老挝、印度、柬埔寨以及中国大陆的云南等地，生长于海拔600米至1,000米的地区，一般生于山坡疏林和密林中，目前尚未由人工引种栽培。

## 异名
- Protium yunnanense (Hu) Kalkm.